# Maria Teresinha Gomes
Maria Teresinha Gomes, conocida también como General Tito, fue una portuguesa que saltó a la fama en su país por haber simulado ser un hombre durante dieciocho años, periodo durante el cual se hizo pasar por general del ejército, abogado, agente de la CIA y funcionario de la embajada estadounidense, hasta que fue descubierta en 1992, juzgada, y condenada por usurpación de identidad y estafa.

## Biografía
Maria Teresinha nació en 1933 en Funchal (Madeira) y murió en fecha incierta, en junio de 2007 en una aldea cercana a la capital portuguesa. A los 16 años, en 1949, se fugó de casa para instalarse en el continente, según algunas fuentes, por un desengaño amoroso. Su familia la dio por muerta.
En el carnaval de 1974 se compró un traje de general del ejército en el barrio lisboeta del Rossio, al que añadió unas insignias de latón, y adoptó la identidad de Tito Aníbal da Paixão Gomes (el nombre procedía de un hermano muerto siendo un bebé, antes de que ella naciera). Esa misma noche conocería a Joaquina Costa, enfermera, con quien viviría, al parecer simulando ser un matrimonio normal, durante quince años, si bien durmiendo en habitaciones separadas.
Su modo de ganarse la vida era pedir prestado dinero para luego, según afirmaba, invertirlo en el extranjero y devolverlo con intereses. Para ello utilizaba su falsa identidad y sus maneras educadas y cultas.
En 1993 fue descubierta y juzgada por un tribunal de Lisboa, que la condenó a una pena de tres años de prisión por estafa y usurpación de identidad, pena que nunca llegó a cumplir. El juicio, al que la acusada acudió vestida de hombre, tuvo una extensa repercusión mediática en la sociedad portuguesa de los años 90. Durante el proceso su compañera Joaquina Costa, quien se alegró de la condena, declaró que no supo del verdadero sexo de Teresinha hasta el final de sus quince años de convivencia, e incluso los abogados del proceso siguieron llamándole por su nombre ficticio, así como los testigos, que se referían a ella como "señor general" y "hombre bueno".
Tras escuchar la condena, Teresinha afirmó: "Mi vida sólo acaba cuando el corazón deje de latir. Entonces mi cuerpo deja de existir. Por eso quiero ser cremada y soñaba con poder llevar la bandera de Portugal envuelta en los pies".
Tras el escándalo mediático Teresinha Gomes se retiró a vivir a Carambancha de Cima, una aldea aislada del norte del Tajo, donde pasó los últimos quince años de vida con Maria Augusta, la sobrina de Joaquina Costa.
El cantautor español Carlos Cano, compuso en 1994 un tema bajo el título " Mi general " que narra la historia de Gomes, dentro de su álbum "Forma de Ser". 

## Muerte
El 1 de julio de 2007 el cadáver de Teresinha Gomes fue descubierto en avanzado estado de descomposición en su casa de Carambancha, cuyas ventanas había sellado con chapas de zinc para no ser vista. La policía portuguesa descartó que la muerte hubiera sido violenta.